# صموئيل د. تومسون
صموئيل د. تومسون (بالإنجليزية: Samuel D. Thompson)‏ هو سياسي أمريكي، ولد في 31 يوليو 1935 في موبيل في الولايات المتحدة. حزبياً، نشط في الحزب الجمهوري. وقد انتخب عضو مجلس ولاية نيوجيرسي وانتخب عضو جمعية نيوجيرسي العامة.